# Gerd Hornberger
Gerhard „Gerd“ Hornberger (* 17. Februar 1910 in Waldfischbach; † 13. September 1988 ebenda) war ein deutscher Leichtathlet und Olympiamedaillengewinner, der in den 1930er Jahren in den deutschen 4-mal-100-Meter-Staffeln erfolgreich war. Er wurde zweimal Europameister sowie Olympiadritter 1936. Er nahm auch an 100-Meter-Einzelrennen teil, jedoch ohne Medaillenerfolg.

## Leben
Gerd Hornberger startete für FK Pirmasens, ab 1936 für Eintracht Frankfurt. Er begann erst nach Überschreiten des 20. Lebensjahres 1932 mit der Leichtathletik. Doch bereits zwei Jahre später stand der Pfälzer in der deutschen Sprinterelite im Wettkampf und die deutsche Meisterschaft. Auf Anhieb wurde er 1934 über 100 und 200 Meter jeweils Dritter. Auch 1935 musste er sich mit Platz drei zufriedengeben, bevor er 1936 die deutsche Meisterkrone im Sprint gewann und auch mit der 4-mal-100-Meter-Staffel. Er war bis ins Jahr 1977 Mitinhaber des Pfalzrekords über 100 Meter (10,4 s), den er im Jahre 1934 aufstellte. Sein Pfalzrekord über 200 Meter (21,3 s) hielt ebenfalls mehrere Jahrzehnte.
Nach dem Weltkrieg war Gerd Hornberger einer der Aktivsten, die am Wiederaufbau der Leichtathletik in der Pfalz arbeiteten. Über 22 Jahre war er Vorsitzender des Leichtathletik-Verbandes der Pfalz. Seit 1970 war er Ehrenvorsitzender. Von 1948 bis 1973 war er ebenfalls Mitglied im Beirat des Deutschen Leichtathletik-Verbandes. 1959 wurde er zum Delegationschef der deutschen Leichtathletiknationalmannschaft bestellt, die in Japan neben ihrem Auftritt in 10 Städten auch zwei Länderkämpfe bestritt.
Hornberger war Träger des goldenen Ehrenringes, der höchsten Auszeichnung, die der Deutsche Leichtathletik-Verband zu vergeben hat und die nur jeweils zehn lebende Sportler besitzen können. 1953 wurde er als großzügiger und uneigennütziger Förderer des Vereins ehemaliger Leichtathleten mit dem „Hans-Braun-Gedächtnispreis“ ausgezeichnet. Ebenfalls wurde er am 8. Februar 1971 wegen seiner Verdienste um den Sport im Allgemeinen mit dem Bundesverdienstkreuz 1. Klasse geehrt.
Beruflichen Erfolg hatte er als Inhaber einer Druckerei in seinem Heimatort.

## Sportliche Erfolge
- Europameisterschaften 1934 in Turin:

Sieger in der 4-mal-100-Meter-Staffel zusammen mit Egon Schein, Erwin Gillmeister und Erich Borchmeyer, Gerd Hornberger als dritter Läufer;
Sechster im 100-Meter-Lauf
- Olympische Spiele 1936 in Berlin:

Dritter Platz in der 4-mal-100-Meter-Staffel zusammen mit Wilhelm Leichum, Erich Borchmeyer und Erwin Gillmeister, Gerd Hornberger als Schlussläufer hinter den USA und Italien in 41,2 s;
Im 100-Meter-Zwischenlauf ausgeschieden
- Europameisterschaften 1938 in Paris:

Sieger, zusammen mit Manfred Kersch, Karl Neckermann und Jakob Scheuring, Gerd Hornberger als zweiter Läufer
- Deutsche Meisterschaften:

1936 und 1938 Meister, 1937 Vizemeister über 100 Meter; 1937 Meister über 200 Meter; 1936 und 1937 Meister und 1938 Vizemeister mit der 4-mal-100-Meter-Staffel von Eintracht Frankfurt.